# Кладбище Батиньоль
Кладбище Батиньоль (фр. Cimetière des Batignolles) — кладбище в Париже, расположено на северо-востоке XVII округа в квартале Эпинетт. Открыто с 22 августа 1833 года. Это четвёртое по величине кладбище Парижа, его площадь составляет около 11 гектар. Кладбище насчитывает 15 000 могил. Наряду с Сент-Женевьев-де-Буа является одним из главных мест захоронения русской эмиграции.

## Похороненные на кладбище
- Акименко, Фёдор Степанович (1876—1945) — украинский композитор, пианист, педагог
- Эмильена д’Алансон (1869—1945) — французская актриса и танцовщица
- Бакст, Леон Самойлович (1866—1924) — русский художник, сценограф, иллюстратор
- Блез Сандрар (1887—1961) — швейцарский и французский писатель, поэт, военный корреспондент (в 1994 году прах перезахоронен на кладбище городка Трамбле-сюр-Модр)
- Босутро, Люсьен (1890—1958) — французский летчик, пионер авиации, политик
- Бретон, Андре (1896—1966) — французский писатель, поэт
- Верлен, Поль (1844—1896) — французский поэт
- Вентура, Рэй (1908—1979) — французский композитор, дирижёр, исполнитель
- Видаль, Поль Антуан (1863—1931) — французский композитор и дирижёр
- Вюйар, Эдуар (1868—1940) — французский художник
- Гардер, Михаил Васильевич (1894—1972) — французский военный, историк, публицист, масон
- Владимир (Гетте) (1816—1892) — архимандрит, богослов
- Гирс, Михаил Николаевич (1856—1932) — русский дипломат
- Горчаков, Константин Александрович (1841—1926) — князь
- Дарнан, Эме-Жозеф (1897—1945) — французский политик
- Дьеркс, Леон (1838—1912) — французский поэт
- Демидов, Игорь Платонович (1873—1946) — русский общественный и политический деятель, журналист, член Государственной думы от Тамбовской губернии
- Дютриё, Элен (1877—1961) — бельгийский авиатор
- Икскуль фон Гильденбанд, Варвара Ивановна (1850—1928) — баронесса, русская общественная деятельница, писательница
- Симона Женевуа (1912—1995) — французская актриса
- Ляпунов, Сергей Михайлович (1859—1924) — русский композитор
- Милюков, Павел Николаевич (1859—1943) — русский политический деятель, историк, публицист (был похоронен в Экс-ле-Бене; прах перезахоронен в 1954 году на кладбище Батиньоль[1])
- Наперковская, Стася (1891—1945) — французская актриса, танцовщица
- Модо, Гастон (1887—1970) — французский актёр
- Пелле, Морис Сезар Жозеф (1863—1924) — французский военачальник
- Пере, Бенжамен (1899—1959) — французский поэт и писатель
- Рябушинский, Павел Павлович (1871—1924) — российский предприниматель, банкир
- Табуи, Женевьева (1892—1985) — французский историк и журналистка, деятельница французского Сопротивления
- Шаляпин, Фёдор Иванович (1873—1938) — русский оперный и камерный певец (в 1984 году прах перенесен на Новодевичье кладбище)
- Шаховская-Глебова-Стрешнева, Евгения Фёдоровна (1840—1924) — русский меценат и благотворитель

## Адрес
- Cimetière des Batignolles: 8 rue Saint-Just, 75017 Paris 17 
метро: Porte de Clichy